# Regionalisme valencià
El regionalisme valencià és un moviment cultural i polític que propugna la recuperació de la identitat pròpia (idioma, història, tradicions i altres peculiaritats) del País Valencià. Políticament, els regionalistes són partidaris de la descentralització administrativa de l'Estat espanyol i, en alguns casos, del reconeixement del Dret Foral Valencià i de l'augment de l'autogovern de l'autonomia valenciana. Històricament, va sorgir durant els primers anys de la Restauració borbònica (darrer terç del segle XIX).

## Orígens

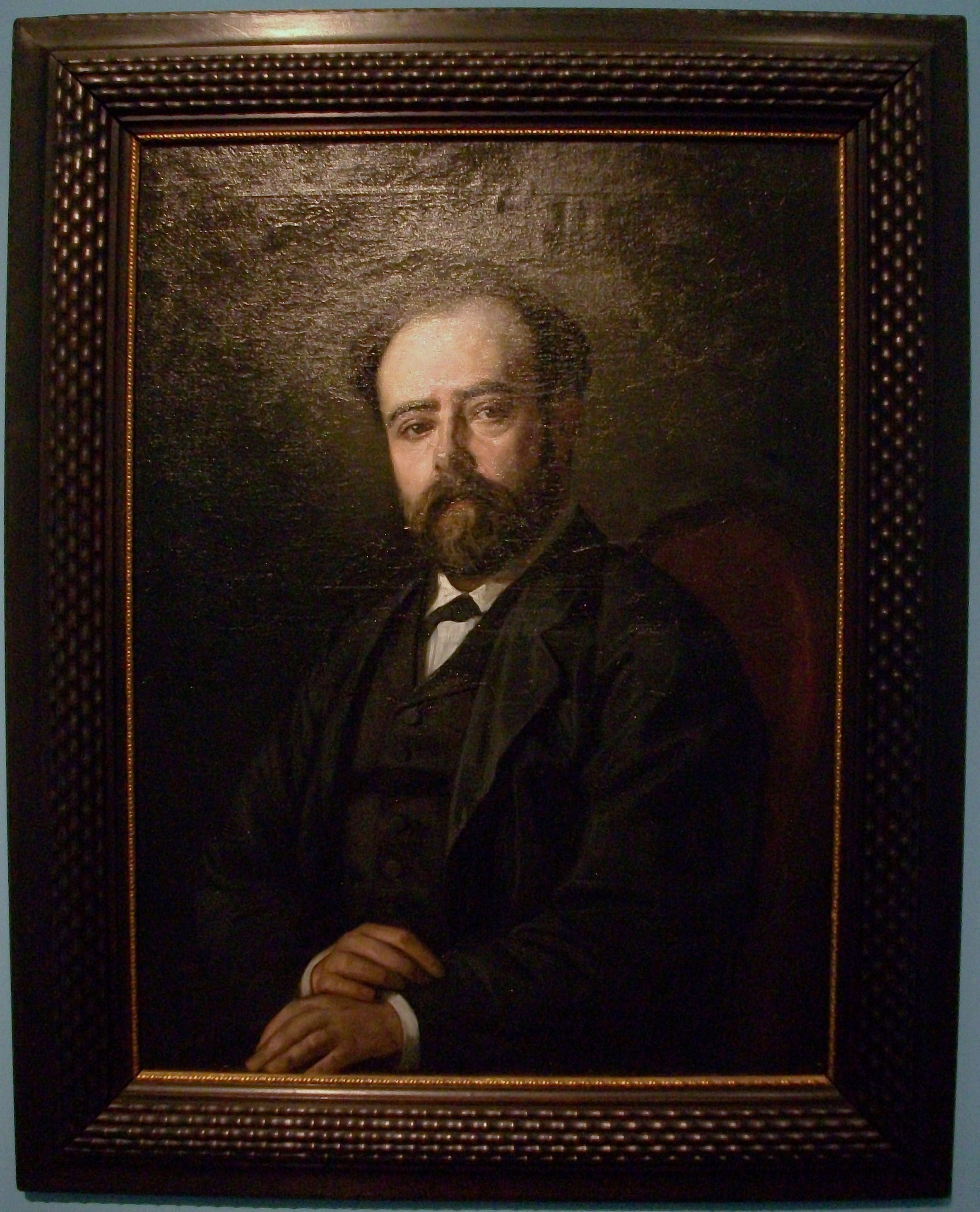
Teodor Llorente Olivares.

A partir de 1808, els sectors liberals, de gran influència al País Valencià, difongueren un imaginari sobre la identitat espanyola de marcat caràcter nacionalista que trencaren amb qualsevol concepció identitària prèvia, ja que la desaparició del Regne de València cent anys abans provoca que els marcadors etnosimbòlics dels valencians estigueren formats per una memòria compartida d'abast desigual, una llengua diferent de l'oficial i un gentilici comú, el de valencians, que oficialment sols correspondria als habitants de la província de València a partir de la Divisió territorial d'Espanya de 1833. És en este context que naixeria la concepció de la identitat valenciana ens els seus trets bàsics que a hui en dia encara perduren com a eixos bàsics i centrals de la identitat valenciana.
El regionalisme valencià naix a partir de la Renaixença literària. El moviment valencià es va caracteritzar pel predomini d'una ideologia conservadora, regionalista, folkloritzant, però també catalanófila, valors tots representats per la figura de Teodor Llorente, l'exponent de major qualitat literària del moment i líder del moviment renaixentista, qui entenia la valencianitat des d'una òptica regional, supeditada a la idea de Nació Espanyola. Si bé és a partir de la Renaixença que comença el procés de construcció simbòlica de la identitat valenciana, esta es fixaria entre 1878 (amb la fundació de Lo Rat Penat) i l'Exposició Regional Valenciana de 1909, moment en el qual el regionalisme valencià es consolida, i el seu imaginari es difon entre grups socials molt amplis.
És amb l'entrada al segle xx que el regionalisme valencià comença a polititzar-se amb l'aparició de grups com la Joventut Valencianista i altres col·lectius de joves que prendrien a Teodor Llorente i Lo Rat Penat com a referència primigènia, i que alhora, serien ben vistos pels lletraferits conservadors, que fins i tot arribarien a participar del moviment polític naixent.

## Durant laSegona República Espanyola
Creat a partir de la confluència de grups carlins, agraristes, catòlics i conservadors, la Dreta Regional Valenciana va ser un partit polític fundat en 1930 amb ideologia autonomista, que va ser el primer partit polític conservador d'àmbit valencià. Entre els seus líders es trobaven Josep Duato i Chapa, el fundador del Diario de Valencia Manuel Simó i Marín, Ignasi Villalonga i Villalba i sobretot Lluís Lúcia i Lúcia, qui seria condemnat a mort pel franquisme en acabar la Guerra Civil Espanyola, i sols la pressió de l'Arquebisbat de València faria que la pena li fos commutada pel desterrament a les Illes Balears. Dins de la Dreta Regional Valenciana hi va existir l'Agrupació Valencianista de la Dreta, entitat que congregava els valencianistes del partit, i que en 1933 fundarien Acció Nacionalista Valenciana.
Per la banda de l'esquerra, hi havia el Partit d'Unió Republicana Autonomista, formació d'origen blasquista vinculada al Partit Republicà Radical a nivell estatal. En els anys 30 es va mostrar favorable a l'autonomia política, i participà junt a l'altre partit majoritari del País Valencià, la Dreta Regional Valenciana en l'elaboració de l'avantprojecte d'Estatut d'Autonomia de 1931, que seria abandonat per manca de suport. Tanmateix, cal tenir en compte que al PURA hi convivien sectors anticatalanistes i contraris a l'ensenyament del valencià amb sectors valencianistes, que en 1934 acabarien fundant un dels primers partits nacionalistes valencians, Esquerra Valenciana, quan el PURA i el Partit Republicà Radical comencen a realitzar polítiques de dretes i contràries a l'autonomia en el govern del bienni negre.
Així doncs, als dos principals partits valencians dels anys 30 hi cohabitaren minories regionalistes i nacionalistes, tot i que tant la Dreta Regional Valenciana com especialment el PURA atacaren sovint al valencianisme polític en considerar-lo separatista.

## El regionalisme durant el franquisme
Amb la victòria franquista després de la Guerra Civil Espanyola, les dretes locals s'integrarien de manera bastant activa dins de l'estructura del nou règim. Açò faria que el marc simbòlic del regionalisme valencià tinguera una continuïtat en la societat, alhora que el règim franquista podia instrumentalitzar este marc simbòlic, cultural i referencial. Açò provocaria que el regionalisme esdevinguera, durant la dictadura, en un element reaccionari i enyoradís.
Durant la post-guerra, la majoria d'elements partidaris del nacionalisme valencià, vinculats a l'esquerra en gran part, són exiliats o represaliats. Sols la societat Lo Rat Penat pot mantenir la seua activitat, i després de purgar-hi elements nacionalistes com Xavier Casp i Miquel Adlert, les activitats dels quals serien permeses en tant que estaven impregnades d'un fort catolicisme. En 1943, fundarien l'editorial Torre, única editorial que publicaria en valencià durant els anys 40, en una situació de precarietat econòmica i quasi-clandestinitat. Que les obres de l'editorial Torre passaren la censura sols va ser possible gràcies al fet que un valencianista conservador integrat al règim, Joan Beneyto, tinguera càrrecs a l'oficina de censura i permetera que les escasses obres que l'editorial publicava passaren la censura del règim sense majors problemes.
Pel que fa a Lo Rat Penat, romandrà controlada pel règim, i es dedicarà a fer tasques folklòriques, relacionades amb les festes valencianes i la religió. A finals dels anys 40 entren a formar part de l'associació nous valencianistes com Carles Salvador, qui començarà els seus cursos de llengua.
En acabar la dictadura, el del regionalisme era l'únic discurs valencianista que havia gaudit de difusió i continuïtat en el temps, pel que la majoria de valencians van sentir-se representats per esta fórmula identitària, sense que això significara l'acceptació dels valors polítics del règim franquista, com demostraria el fet que l'esquerra política triomfara a les primeres eleccions democràtiques al País Valencià. L'esquerra valenciana de la transició estava influenciada pel discurs nacionalista que, especialment des dels anys 1960 havien tingut una nova espenta amb aportacions com les de Joan Fuster, que representà una alternativa identitària de forta càrrega política a la identitat regional. Estes dos concepcions topetaran en un moment històric conegut com a batalla de València, un període on la lluita entre l'esquerra i la dreta per l'hegemonia política al País Valencià va fer que esta última considerara el minoritari però influent catalanisme com un referent a batre, sobretot pel seu lloc aparentment central en l'imaginari polític i cultural de l'esquerra dels anys 70, que incorpora en este moment una vessant valencianista que abans no tenia. A partir d'este moment, la dreta aconseguirà estigmatitzar el políticament feble nacionalisme valencià, estrangeritzant-lo i qualificant-lo de catalanista, alhora que aconseguirà relacionar de manera reeixida l'anticatalanisme amb el regionalisme valencià. Apareixeria aleshores el blaverisme, un tipus de regionalisme marcadament anticatalanista, i que practicaria un secessionisme lingüístic del valencià respecte a la resta de parles de la llengua catalana.

## Blaverisme

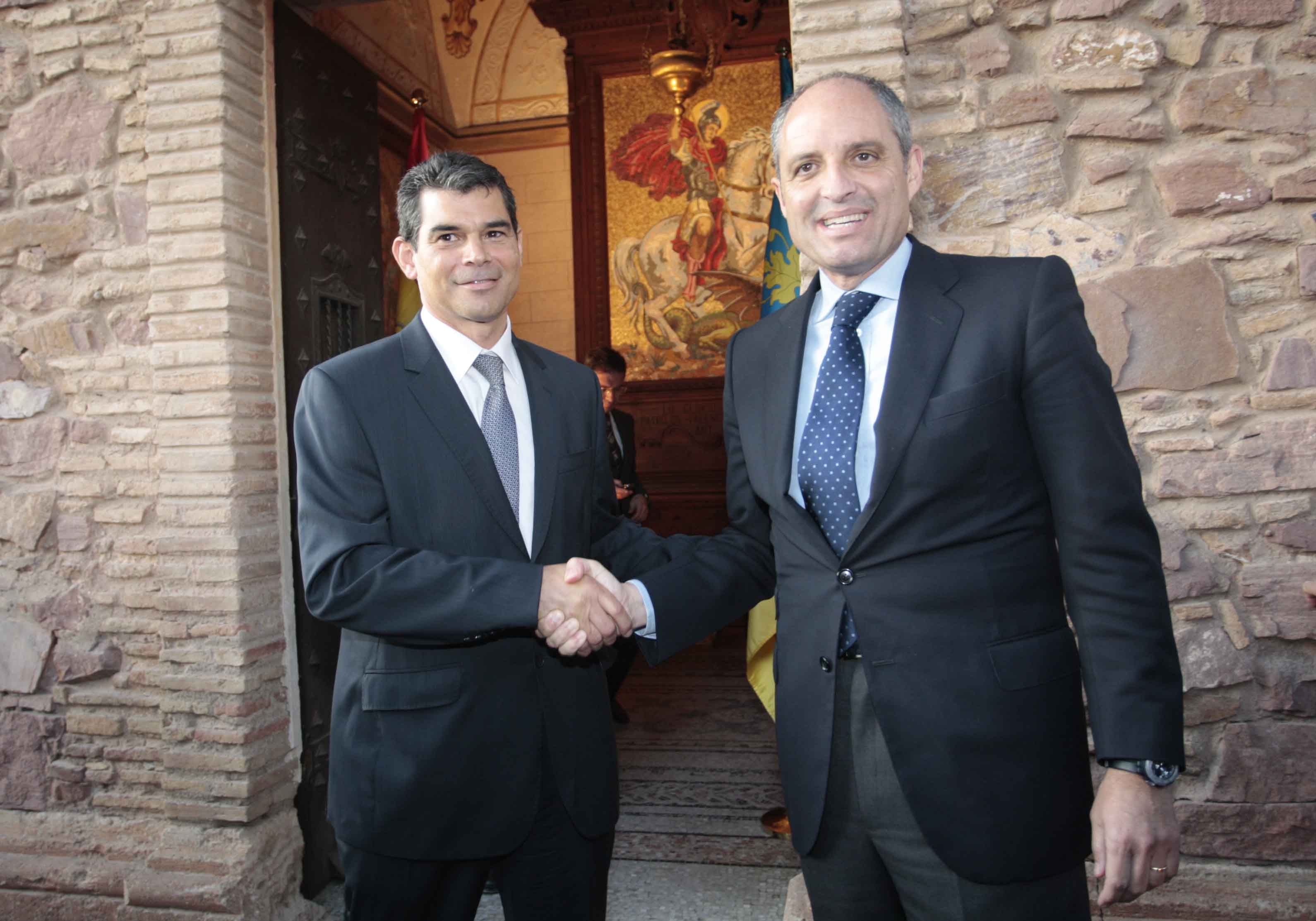
Francesc Camps i José Manuel Miralles, en l'acte on Unió Valenciana anuncià la seua associació amb el PPCV.

El blaverisme és un moviment polític regionalista sorgit a finals dels anys 1970 com a reacció al nacionalisme valencià, i més concretament al discurs fusterià d'aquest. La denominació, originàriament despectiva, deu el seu nom al color blau de la franja vertical de la Senyera coronada valenciana, defensada llavors com a bandera del País Valencià pels corrents regionalistes o de dretes, que finalment aconseguirien fer-la oficial.
El seu principal representant polític seria Unió Valenciana, partit polític conservador fundat en 1982. Junt al seu carismàtic líder, Vicent González Lizondo, este partit anticatalanista i regionalista seria la principal força política d'àmbit estrictament valencià durant els anys 1980 i 1990, arribant a traure més del 10% de vots en les eleccions a les Corts Valencianes de 1991. Tanmateix, Unió Valenciana tindria en el seu si minories nacionalistes, liberals i fins i tot progressistes que farien canviar els posicionaments del partit, especialment durant la presidència d'Hèctor Villalba, que en les eleccions a les Corts Valencianes de 1999 quedaria fora del parlament valencià després d'intentar infructuosament trobar un espai propi per al partit respecte al Partit Popular, principal partit conservador de l'Estat Espanyol, i que al País Valencià assumiria el discurs regionalista i anticatalanista del blaverisme, acollint en el seu si molts quadres d'Unió Valenciana, partit que absorbiria definitivament poc abans de les eleccions a les Corts Valencianes de 2011.